# Aéroport de Racht
L'aéroport de Racht (code IATA : RAS • code OACI : OIGG)    l'    ( persan : فرودگاه بین المللی رشت    ) est un aéroport international situé à 10 kilomètres au nord de la ville de Rasht, dans la province de Gilan, au nord de l'Iran  Il est également connu comme l'aéroport de Sardar Jangal. Il a des liaisons aériennes avec différentes parties de l'Iran et environ 446000 passagers l'ont traversé en 2017. 

## Situation
| Sārī Dasht-é Naz Golfe · persique Téhéran-MehrabadTéh.-Mehrabad Mechhed Téhéran-KhomeiniTéh.-Khomeini Chiraz Kish Ahvaz Ispahan Tabriz Bandar · Abbas Kerman Yazid Abadan Kermanchah Zahedan Bouchehr Qechm Ourmieh Racht Birjand Chabahar Lamerd |

## Compagnies aériennes et destinations
| Compagnies           | Destinations |
| -------------------- | --- |
| Caspian Airlines     | Golfe Persique, Mechhed-Shahid H. Nejad |
| Georgian Airways     | En saison Charter : Tbilissi-C. Roustavéli |
| Iran Air             | Ahvaz, Ardabil (en), Ispahan-S. Beheshti, Mechhed-Shahid H. Nejad, Sārī-Dasht é Naz, Tabriz, Téhéran-Mehrabad, Ourmieh En saison : Bagdad, Djeddah - Roi-Abdelaziz |
| Iran Aseman Airlines | Bandar Abbas, Chiraz-Shahid Dastghaib, Téhéran-Mehrabad Charter : Tbilissi-C. Roustavéli                                                                           |
| Karun Airlines       | Ahvaz, Ispahan-S. Beheshti, Téhéran-Mehrabad |
| Kish Air             | Golfe Persique, Île de Kish, Mechhed-Shahid H. Nejad |
| Qeshm Airlines       | Qechm |
| Taban Air            | Mechhed-Shahid H. Nejad |
| Tailwind Airlines    | En saison Charter : Antalya |
| Zagros Airlines      | Mechhed-Shahid H. Nejad |

Édité le 02/09/2020

## Voir également
- Organisation de l'aviation civile iranienne
- Transport en Iran
- Liste des aéroports d'Iran
- Liste des aéroports les plus fréquentés d'Iran
- Liste des compagnies aériennes de l'Iran